# Actinernus michaelsarsi
Actinernus michaelsarsi is een zeeanemonensoort uit de familie Actinernidae.
Actinernus michaelsarsi is voor het eerst wetenschappelijk beschreven door Carlgren in 1918.